# 路 (小説)
『路』（ルウ）は、作家・吉田修一による日本の長編小説。文芸雑誌『文學界』2009年1月号から2012年2月号に連載、2012年11月21日に文藝春秋から刊行された。日本と台湾を舞台に、台湾高速鉄路（台湾新幹線）開通までの8年間を巡る日台の人々の絆と人生の物語を描く。
2013年には台湾にて中国語版が刊行、さらに2015年5月8日に文春文庫から文庫化された。
『路〜台湾エクスプレス〜』（ルウ たいわんエクスプレス）と題しNHKと台湾のテレビ局PTS（公共電視台）の日台共同制作でテレビドラマ化され、NHK総合テレビおよびNHK BS4Kの「土曜ドラマ」枠ならびに台湾の公視にて2020年5月16日から5月30日まで全3回で放送された。

## 執筆背景
吉田が10年以上前に台湾を訪れた際に、驚くほど台北の気候や風土、そして雰囲気が故郷の長崎に似ていたため自身に合うと感じたといい、そこから何度も台湾に足を運ぶようになった。2004年に日本人女性と台湾人の男性が屋台で出会う小説を書いて以降、更にこの物語を組み立てて長編に仕立てたいと思うようになったという。また、台湾で2008年に公開された映画『海角七号 君想う、国境の南』のエンディングで「野ばら」を合唱するシーンに涙するほど感動して「この映画がなければ『路』もなかった」とも語り、さらに「湾生」と称される、日本統治下の台湾に生まれ時代に翻弄された日本人の物語を加えて執筆したという。 
本作で描きたかったのは昭和前期から平成まで続く時間の長さや奥行きであったといい、個々の人間を深く描いていくことで国の関係やその時代をも見通せるような小説にしたかったと語る。台湾を訪れたことで更に台湾が好きになったという吉田は「老人が船に乗って何日もかけて渡った遠い台湾と現代の若い人が感じる近くの台湾との格差を見るのも楽しい。時間が短くなることでそれぞれの思いの距離も近くなればいいと思う」と語った。
作中では、「今回は食べ物1つ、登場人物の性格1つとっても、僕の好きなものだけを書きました」と語るように台湾の気候や光景、夜市で売られる食べ物、台湾人の風習や考え方などを多く描出し、さながら吉田版「台湾ガイドブック」の性格も併せ持っている。

## 登場人物

### 主要人物
多田春香（ただ はるか）
本作の主人公。商社社員。台湾新幹線事業部所属。
神戸市出身。入社4年目で抜擢され台湾に出向し現職に就く。
劉人豪（リョウ レンハオ）
東京の大手建設会社の建設計画室に勤務する台湾人建築士。台中市出身。英語名はエリック。会社では他にエリックという名の外国人社員がいたため、本名の人豪から「ジンちゃん」と呼ばれている。
大学生時代、一人旅で台湾を訪れ道に迷っていた春香を助け、その翌日偶然再会した春香を観光案内する。次の日、帰国する春香をホテルで見送る際自分の電話番号を渡すも連絡は来ず、翌年発生した阪神・淡路大震災で春香が被害に遭ったのではないかと心配し、神戸へと飛んだ。大学卒業後兵役を終え、日本へ移住、日本語学校、大学院を経て現職に就く。
安西誠（あんざい まこと）
商社社員。台湾新幹線事業部所属で春香の先輩。
妻と息子を日本に残し単身赴任中。妻とはうまく行っておらず、クラブのホステス・ユキと同棲する。
葉山勝一郎（はやま かついちろう）
台湾生まれで第二次世界大戦後に日本へ引き揚げた日本人（湾生）。旧制台北高校卒業。
戦後、日本に引き揚げて以降、大手建設会社に勤務し、高速道路の設計などをしていたが定年退職、同じく台湾生まれの妻・曜子と悠々自適の生活を送っていたが、病気で先立たれる。その後ゲストスピーカーとして呼ばれた講演会の終了後、質問しに来た人豪が台湾出身だと知り自宅に招く。
陳威志（チェン ウェイズー）[阿志（アーズー）]
高雄市在住。フリーターで、親に紹介された親戚の中古車店の手伝いをしていたが、兵役の後、台湾新幹線開通に伴い新しく設置される燕巣車輛整備工場に勤務することになる。燕巣郷に住む祖母の家にスクーターで頻繁に通っている。

### その他の人物
台湾
蔡明樹（ツァイ ミンスー）
人豪の高校時代からの友人。脱サラ後、辣醤鶏唐揚げ店を営む。
笵琳琳（ファン リンリン）
芳慧の高校時代からの親友。
江昆毅（ジャン クンイー）[阿昆（アークン）]
芳慧の恋人。
林芳慧（リン ファンホエ）[小慧（シャオホエ）]
台湾新幹線事業部の現地採用社員。
山尾
台湾新幹線事業部の部長。
ユキ
クラブ・クリスタルのホステス。
ケビン
クラブ・クリスタルの従業員。
中野赳夫（なかの たけお）[呂燿宗（ル ヤオツオン）]
台北市内病院の院長。旧制台北高校卒業。
張美青（ツァン メイチン）[阿美（アーメイ）]
威志の幼馴染。カナダ留学から中途帰国し、未婚の母となる。
李大翔（リー ダーシャン）
威志の中学時代からの友人。
王窈君（ワン ヤオジュン）
威志の中学時代からの友人。墾丁リゾートホテル勤務。

日本
池上繁之
春香の恋人。東京都内の大手ホテルに勤務。
有吉咲
大手建設会社の建設計画室勤務。人豪の同僚。
高浜
大手建設会社の建設計画室室長。
葉山曜子
勝一郎の妻。
鴻巣義一
勝一郎と学徒動員時に同隊に所属。旧制台北高校卒業。
出典：

## 書誌情報
- 単行本：『路』（2012年11月21日発売、文藝春秋、ISBN 978-4-16-381790-3）
- 文庫本：『路』（2015年05月08日発売、文春文庫、ISBN 978-4-16-790357-2）

## テレビドラマ
『路〜台湾エクスプレス〜』（ルウ たいわんエクスプレス）のタイトルにおいて日本及び台湾の公共放送である日本放送協会（NHK）と公共電視文化事業基金会（PTS、公共電視台）の共同制作による「日台共同制作ドラマ」としてテレビドラマ化され、NHK総合およびNHK BS4Kの「土曜ドラマ」枠で2020年5月16日から5月30日まで全3回に渡って放送された。主演は波瑠。
台湾では『路〜台灣Express〜』と題し公視にて2020年5月16日から5月30日まで毎週土曜の21時から全3回で放送、動画配信サービス「CATCHPLAY+」「LINE TV」にて同日より配信された。
麗しの島と呼ばれた台湾の美しい景色や活気ある街角を背景に、日本と台湾の人々の国境と時間の垣根を超えた心の交流を描く。

### 製作
2011年の東日本大震災発生時に寄せられた台湾からの震災支援に対しお礼をしたいとの思いが原点となり、「台湾で、台湾の放送局と合作という形でドラマを作れたらそれが一番のお礼になるのではないか」との発想から本作の企画・制作へと至った。
PTS（公共電視台）との共同制作、台湾高速鉄道の撮影協力のもとで、撮影は約2か月間にわたって台北、高雄、花蓮など台湾各地で行われ、花蓮では日本のドラマとしては初となる台湾原住民アミ族の豊年祭の撮影を行った。

### キャスト

#### 主要キャスト
日本
- 多田春香 - 波瑠
- 安西誠 - 井浦新
- 山尾一 - 寺脇康文
- 葉山勝一郎 - 高橋長英（青年期：藤堂日向）
- 葉山曜子 - 岩本多代（青年期：池上紗理依）
- 池上繁之 - 大東駿介
- 有吉咲 - 草刈麻有

台湾
- 劉人豪（エリック） - 炎亞綸（アーロン）
- ユキ - 邵雨薇（シャオ・ユーウェイ）
- 台湾料理屋のおばちゃん - 林美秀（リン・メイシュウ）
- 中野赳夫（呂燿宗） - 楊烈（ヤン・リエ）（青年期：櫻井圭佑）
- ケビン - 許光漢（グレッグ・ハン）
- 林芳慧 - 安娜李（アンナ・リー）
- ジャック・バルト - Gary Edward Gitchel（ギャリー・エドワード・ギッチェル）
- レスター・王 - 梁正群（リャン・ジェンチュン）
- 陳威志 - 李梓誠（リー・ズーチェン）
- 張美青 - 吳玳昀（ウー・ダイユン）

#### その他のキャスト
- 陳威志の父 - 應蔚民（イン・ウェイミン（中国語版））
- 陳威志の母 - 黃舒湄
- 熊井建設取締役 - 中丸新将（第1回）
- 安西の妻 - 佐藤みゆき（第1回）
- サチコ(クラブ・クリスタルのママ) - 劉沛緹（中国語版）（第1、2回）
- JR東海の役員 - 中村雁治郎（第2回）

### スタッフ
- 原作 - 吉田修一 『路』（文春文庫刊）
- 脚本 - 田渕久美子
- 音楽 - 清塚信也
- 主題歌 - Chendy「つながる心」（作詞：田渕久美子、訳詞：陳信延、作曲：清塚信也）[15]
- 題字 - 赤松陽構造
- 演出 - 松浦善之助（NHK）
- 制作統括 - 土屋勝裕（NHK）、松川博敬（NHK）、於蓓華（PTS）
- プロデューサー - 坪井清治、林彦輝（PTS）
- 共同制作 - PTS（公共電視台）
- 制作・著作 - NHK

### 放送日程
| 放送回 | 放送日    | 放送日       |
| 放送回 | 総合/BS4K | BS4K（先行） |
| ------ | --------- | ------------ |
| 第1回  | 5月16日   | －           |
| 第2回  | 5月23日   | 5月21日      |
| 最終回 | 5月30日   | 5月28日      |

- 第1回は21時から22時13分まで73分。
- 第2回は21時から21時49分まで49分。
- 最終回は21時から21時59分まで59分。
- NHK BS4Kにて第2回を5月21日の23時15分から5月22日の0時5分に、最終回を5月28日の23時15分から5月29日の0時15分に先行放送。

- NHK BSプレミアムで2022年1月30日から2月20日まで毎週日曜22時から22時50分の各回50分「特別編集版」として、初回放送時の未公開映像を織り込みながら、全4回に再編集し放送。

### 原作との違い
- 原作では、最初に春香と劉人豪が最初に出会った際、人豪の自宅アパートに連れて行くシーンが描かれているが、ドラマでは登場しない。
- ドラマでは、人豪が葉山曜子を見舞い、その後曜子の葬儀に参列するシーンが登場するが、原作では、劉人豪が葉山勝一郎と出会うのは、葉山が妻と死別した後となっている。
- 原作では、芳慧は婚約者（その後結婚し夫）とその友人のつてを頼って、およそ1年を経て人豪の連絡先情報を得るが、ドラマでは芳慧の婚約者（夫）は登場していない。
- ドラマでは、人豪が2月22日に台湾に帰国した際に春香と8年ぶりに再会する設定となっているが、原作では人豪が夏休みに帰国した際に9年ぶりに再会となっている。
- ドラマでは春香が葉山邸を訪れ、後に台湾で人豪に伴われ日本から台湾に到着した葉山を出迎えるシーンや、春香が台湾で入院した葉山を見舞い、後に台湾新幹線の駅に連れて行くシーンなどが描かれているが、原作では春香と葉山は直接会うことはなく、台湾で葉山を出迎えるのは人豪（と中野こと呂）のみである。
- ドラマでは人豪が春香に告白、春香が池上との婚約を理由に断り、結果別れるシーンが描かれているが、原作では池上が激務から心身を病み休職、春香はその池上と別れることが出来ず、人豪とはなかなか関係も進展しないものの決定的に別れる場面は描かれていない。また原作にある人豪と春香が太魯閣国家公園を訪れる場面はドラマでは描かれておらず、代わりに春香が芳慧と花蓮の阿美文化村を訪れるシーンが放送されている。
- ドラマでは、威志が美青と辰辰と一緒に開通した台湾高鐡に乗っている際にプロポーズするシーンが登場するが、原作では開通前に既に結婚している。
- ドラマ本編では、安西が離婚しユキと日本に帰るシーンも描写されていなかったが[注 4]、特別編集版では放送された。

| NHK総合 土曜ドラマ                                    | NHK総合 土曜ドラマ                                  | NHK総合 土曜ドラマ                                                 |
| 前番組                                                | 番組名                                              | 次番組                                                             |
| ----------------------------------------------------- | --------------------------------------------------- | ------------------------------------------------------------------ |
| 三浦部長、本日付けで女性になります。 （2020年3月21日) | 路 〜台湾エクスプレス〜 （2020年5月16日 - 5月30日） | 天使にリクエストを 〜人生最後の願い〜 （2020年9月19日 - 10月17日） |

| NHK BSプレミアム・NHK BS4K プレミアムドラマ                          | NHK BSプレミアム・NHK BS4K プレミアムドラマ                   | NHK BSプレミアム・NHK BS4K プレミアムドラマ |
| 前番組                                                               | 番組名                                                        | 次番組                                      |
| -------------------------------------------------------------------- | ------------------------------------------------------------- | ------------------------------------------- |
| 生きて、ふたたび 保護司・深谷善輔 （2021年11月28日 - 2022年1月23日） | 路〜台湾エクスプレス〜 特別編集版 （2022年1月30日 - 2月20日） | その日のまえに （2022年2月27日 - 3月6日）   |